# Megaptera novaeangliae
La megattera (Megaptera novaeangliae Borowski, 1781) è un cetaceo misticeto, nello specifico una balenottera, unica specie del genere Megaptera.
Gli adulti misurano 14-17 metri di lunghezza e possono pesare fino a 40 tonnellate. Ha una sagoma caratteristica, con lunghe pinne pettorali e una testa bitorzoluta. I suoi salti (breaching) e altri distintivi comportamenti di superficie la hanno resa popolare tra i whale-watchers. I maschi producono un canto complesso, di durata variabile dai 4 ai 33 minuti.
Diffuse negli oceani e nei mari di tutto il mondo, le megattere effettuano generalmente migrazioni annuali anche di 16000 chilometri, alimentandosi nelle acque polari e spostandosi verso quelle tropicali o subtropicali per accoppiarsi e partorire. La loro dieta consiste per lo più di krill e piccoli pesci, che catturano creando reti di bolle. Sono animali promiscui ed entrambi i sessi hanno più partner. Loro predatori naturali principali sono le orche.

## Tassonomia
La megattera venne identificata per la prima volta come baleine de la Nouvelle Angleterre da Mathurin-Jacques Brisson nel suo Regnum Animale del 1756. Nel 1781, Georg Heinrich Borowski descrisse la specie, convertendo il nome datole da Brisson nel suo equivalente latino, Balaena novaeangliae. Nel 1804, Bernard Germain de Lacépède tolse la megattera dalla famiglia dei Balenidi, ribattezzandola B. jubartes. Nel 1846, John Edward Gray creò il genere Megaptera, classificando l'animale come Megaptera longipinna, ma nel 1932 Remington Kellogg riportò in auge l'appellativo specifico coniato da Borowski, novaeangliae. Il nome comune inglese humpback whale, «balena gobba», si deve all'abitudine di questa specie di piegare il dorso quando si immerge. Il nome Megaptera deriva dal greco antico mega- / μεγα («gigante») e ptera / πτερα («ala») e si riferisce alle grandi pinne pettorali. L'appellativo specifico significa «della Nuova Inghilterra» e probabilmente le venne attribuito da Brisson in seguito ai regolari avvistamenti di megattere al largo delle coste di questa regione.
|  | B. musculus (balenottera azzurra) |
|  |                                   |
|  | B. borealis (balenottera boreale) |
|  |                                   |

|  | Eschrichtius robustus (balena grigia)                                                                   |
|  | |
|  | \| \| B. physalus (balenottera comune) \| \| \| \| \| \| Megaptera novaeangliae (megattera) \| \| \| \| |
|  | |
|  | B. physalus (balenottera comune)                                                                        |
|  | |
|  | Megaptera novaeangliae (megattera)                                                                      |
|  | |

|  | B. physalus (balenottera comune)   |
|  |                                    |
|  | Megaptera novaeangliae (megattera) |
|  |                                    |

|  | B. musculus (balenottera azzurra) |
|  |                                   |
|  | B. borealis (balenottera boreale) |
|  |                                   |

|  | Eschrichtius robustus (balena grigia)                                                                   |
|  | |
|  | \| \| B. physalus (balenottera comune) \| \| \| \| \| \| Megaptera novaeangliae (megattera) \| \| \| \| |
|  | |
|  | B. physalus (balenottera comune)                                                                        |
|  | |
|  | Megaptera novaeangliae (megattera)                                                                      |
|  | |

|  | B. physalus (balenottera comune)   |
|  |                                    |
|  | Megaptera novaeangliae (megattera) |
|  |                                    |

|  | B. musculus (balenottera azzurra) |
|  |                                   |
|  | B. borealis (balenottera boreale) |
|  |                                   |

|  | Eschrichtius robustus (balena grigia)                                                                   |
|  | |
|  | \| \| B. physalus (balenottera comune) \| \| \| \| \| \| Megaptera novaeangliae (megattera) \| \| \| \| |
|  | |
|  | B. physalus (balenottera comune)                                                                        |
|  | |
|  | Megaptera novaeangliae (megattera)                                                                      |
|  | |

|  | B. physalus (balenottera comune)   |
|  |                                    |
|  | Megaptera novaeangliae (megattera) |
|  |                                    |

|  | B. musculus (balenottera azzurra) |
|  |                                   |
|  | B. borealis (balenottera boreale) |
|  |                                   |

|  | Eschrichtius robustus (balena grigia)                                                                   |
|  | |
|  | \| \| B. physalus (balenottera comune) \| \| \| \| \| \| Megaptera novaeangliae (megattera) \| \| \| \| |
|  | |
|  | B. physalus (balenottera comune)                                                                        |
|  | |
|  | Megaptera novaeangliae (megattera)                                                                      |
|  | |

|  | B. physalus (balenottera comune)   |
|  |                                    |
|  | Megaptera novaeangliae (megattera) |
|  |                                    |

Le megattere sono balenottere, cioè membri della famiglia dei Balenotteridi, che comprende le balenottere azzurre, comuni, di Bryde, boreali e minori. Uno studio genetico del 2018 ha rivelato che la linea evolutiva delle balenottere si separò da quelle degli altri cetacei misticeti nel Miocene superiore, tra 10,5 e 7,5 milioni di anni fa. La megattera e la balenottera comune si sono rivelate essere specie sorelle. L'esistenza di un ibrido megattera/balenottera azzurra nel Pacifico meridionale è stata segnalata dal biologo marino Michael Poole.
Le attuali popolazioni di megattera ebbero origine nell'emisfero australe circa 880000 anni fa e colonizzarono l'emisfero boreale 200000-50000 anni fa. Uno studio genetico del 2014 ha rivelato che le popolazioni dell'Atlantico settentrionale, del Pacifico settentrionale e dei mari del sud presentano un flusso genico limitato e sono distinte abbastanza da essere considerate sottospecie, denominate rispettivamente M. n. novaeangliae, M. n. kuzira e M. n. australis. Una popolazione stanziale presente nel mar Arabico è rimasta isolata dalle altre per 70000 anni.

## Descrizione

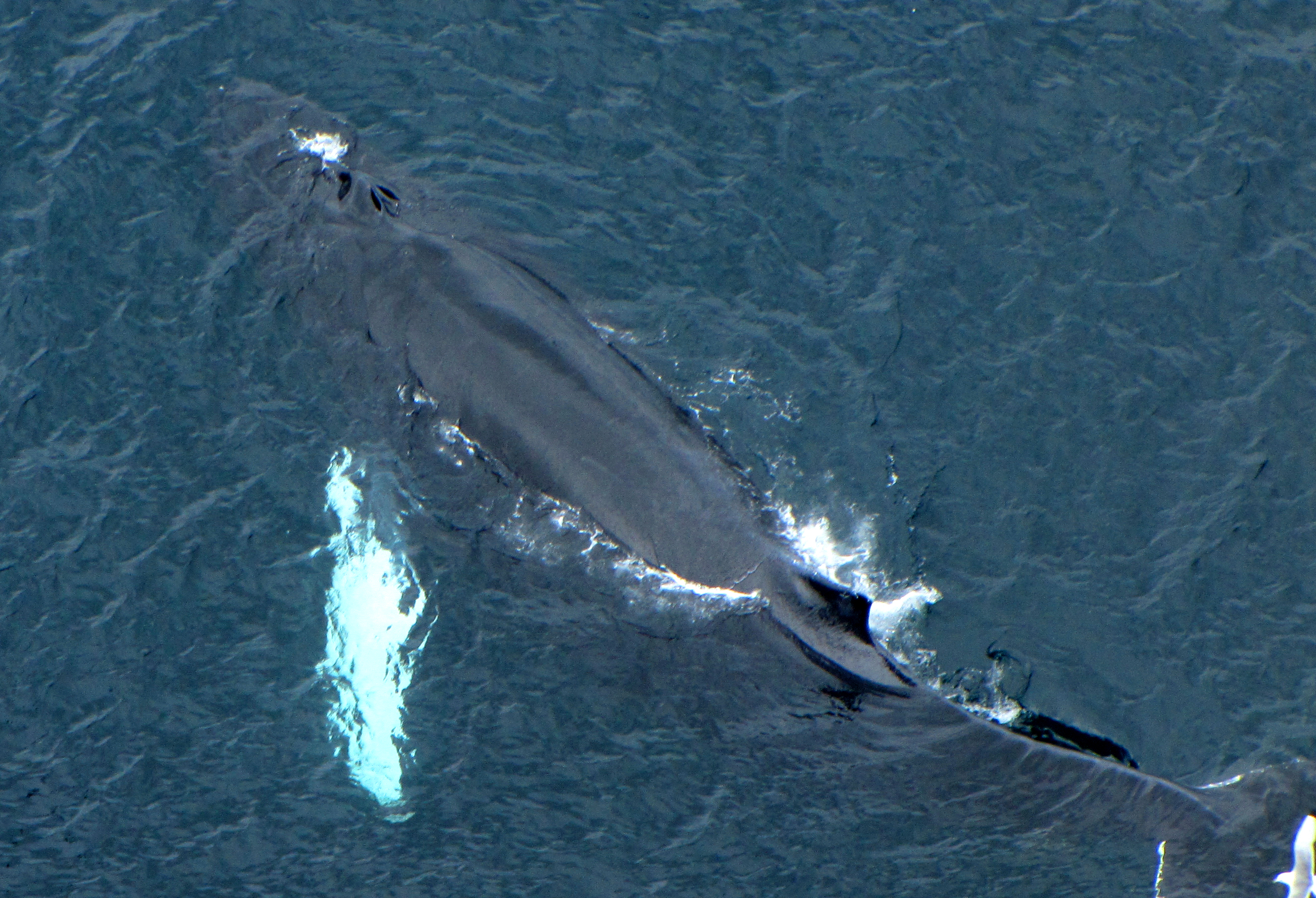
Un giovane con gli sfiatatoi ben visibili.

Le megattere adulte misurano generalmente 14-15 metri di lunghezza, sebbene siano stati segnalati anche esemplari di 16-17 metri. Le femmine sono di solito 1-1,5 metri più lunghe dei maschi. La specie può raggiungere le 40 tonnellate di peso. Alla nascita i piccoli misurano 4,3 metri di lunghezza per un peso di 680 chilogrammi.
Il corpo è massiccio, con un rostro sottile e pinne pettorali proporzionalmente lunghe, ognuna delle quali di lunghezza pari a un terzo di quella del corpo. La pinna dorsale è breve e a seconda degli individui varia da un abbozzo a malapena visibile a una struttura lunga e ricurva. Come tutte le balenottere, presenta delle scanalature dalla punta della mandibola all'ombelico. Esse, tuttavia, in numero variabile da 14 a 35, sono relativamente poche rispetto ad altre specie. La bocca è rivestita da 270-400 fanoni per lato.
Le megattere sono gli unici grandi cetacei ad avere protuberanze o tubercoli sulla testa e sul margine anteriore delle pinne pettorali; la pinna caudale ha il margine posteriore sfrangiato. I tubercoli sulla testa sono larghi 5-10 centimetri alla base e sporgono fino a 6,5 centimetri. Per lo più cavi al centro, spesso contengono un piccolo pelo che sporge per 1-3 centimetri dalla pelle, dello spessore di 0,1 millimetri. I tubercoli si sviluppano già nell'utero e potrebbero avere una funzione sensoriale, in quanto sono ricchi di nervi.
Il lato dorsale, o superiore, della megattera è generalmente nero, mentre quello ventrale, o inferiore, presenta una livrea screziata nera e bianca. Gli esemplari dell'emisfero australe tendono a presentare una maggiore quantità di pigmentazione bianca. Anche le pinne pettorali variano dall'essere completamente bianche ad essere bianche solo sul lato inferiore. Il diverso schema dei colori e le cicatrici sulla coda consentono di distinguere i diversi individui. L'estremità della fessura genitale delle femmine è contrassegnata da un lobo rotondo, che consente di distinguere visivamente i due sessi.

## Biologia

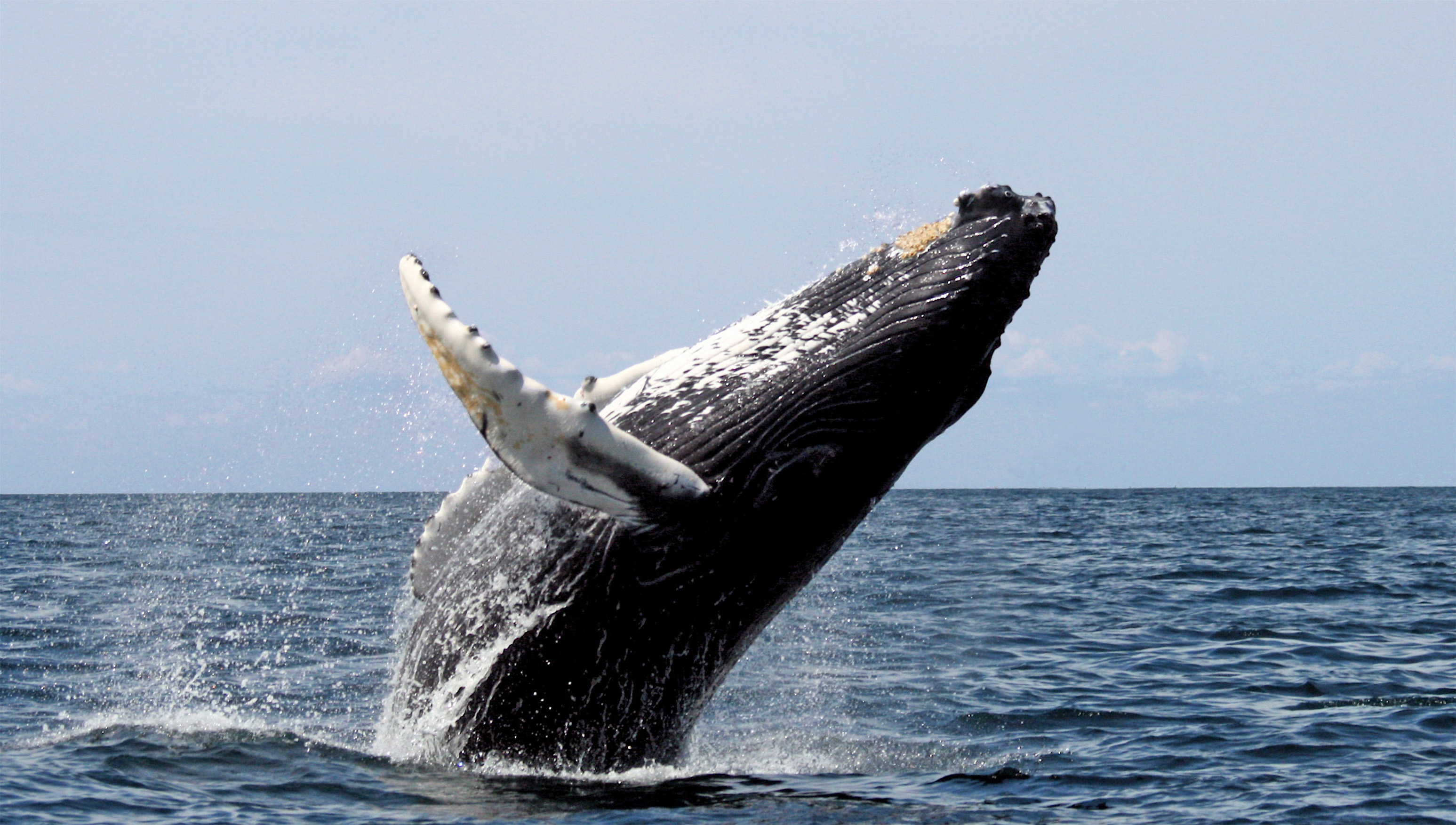
Le megattere effettuano frequentemente il breaching, sollevando due-terzi o più del corpo fuori dall'acqua e atterrando sul dorso.

I gruppi di megattere, ad eccezione delle coppie madre e figlio, in genere rimangono uniti per pochi giorni o settimane al massimo. Questi animali vengono generalmente avvistati in piccoli gruppi, sebbene gli esemplari nelle aree di alimentazione e i maschi che competono tra loro per le femmine possano formare anche grandi aggregazioni. Le megattere possono interagire con altre specie di cetacei, quali balene franche, balenottere comuni e tursiopi. Sono estremamente attive in superficie ed esibiscono un'intera serie di comportamenti aerei, ad esempio saltando (breaching) e battendo la superficie con la coda (lobtailing) e le pinne pettorali. Tali attività potrebbero costituire una particolare forma di gioco e comunicazione e/o un sistema per rimuovere i parassiti.
Le megattere riposano restando in superficie con il corpo disposto orizzontalmente. Nuotano più lentamente rispetto alle altre balenottere, procedendo ad una velocità di 7,9-15,1 km/h. Se minacciate, possono accelerare fino a 27 km/h. Sembra che non si immergano mai al di sotto dei 150 metri e solo raramente si spingono oltre i 120 metri. Le immersioni in genere non si protraggono oltre i cinque minuti durante l'estate, ma normalmente durano dai 15 ai 20 minuti durante l'inverno. Quando si immergono, le megattere in genere sollevano in alto la coda, esponendone il lato inferiore.

### Alimentazione
Le megattere si alimentano nel periodo che va dalla primavera all'autunno. Hanno un'alimentazione generalista e la loro dieta è costituita soprattutto da krill e piccoli pesci che si spostano in banco. Nell'emisfero australe, la specie di krill che viene consumata più comunemente è il krill antartico, sostituito più a nord dal krill boreale e da varie specie dei generi Euphausia e Thysanoessa. Tra i pesci oggetto di caccia vi sono aringhe, capelani, ammoditi e sgombri dell'Atlantico. Come altre balenottere, le megattere sono degli «inghiottitori» (gulp feeders) che eseguono un affondo in avanti verso le prede, al contrario delle balene franche e della balena della Groenlandia, che filtrano le prede nuotando con le fauci aperte (skimmers). La megattera aumenta la capacità della bocca espandendo le scanalature sulla gola. L'acqua viene espulsa attraverso i fanoni. Nell'emisfero australe le megattere sono state viste alimentarsi in grandi nuclei compatti che possono comprendere fino a 200 individui.

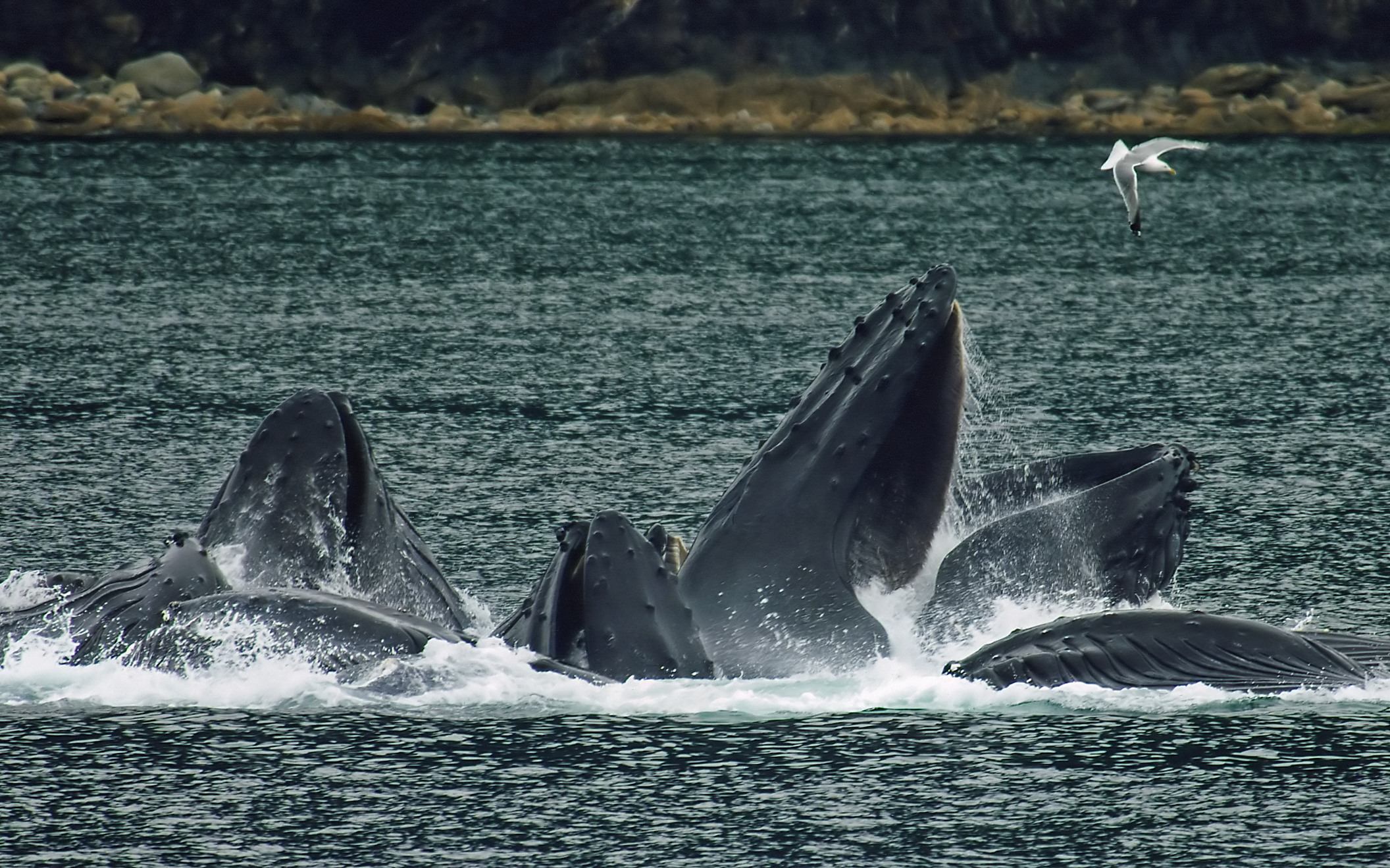
Un gruppo di 15 megattere pesca con la rete di bolle nei pressi di Juneau (Alaska).

Le megattere catturano le loro prede creando la cosiddetta «rete di bolle». Un gruppo di esemplari nuota in un cerchio che si restringe mentre soffia aria dagli sfiatatoi, intrappolando le prede soprastanti in un cilindro di bolle. Quando eseguono questa tecnica possono immergersi anche per 20 metri. La rete di bolle può presentarsi in due forme principali: spirali verso l'alto e doppi anelli. Nel primo caso le megattere soffiano aria dallo sfiatatoio in continuazione mentre girano in circolo verso la superficie, creando una spirale di bolle. Il doppio anello è composto da un lungo e profondo anello di bolle che raggruppa le prede, seguito da un colpo di coda sulla superficie e quindi da un anello più piccolo che preannuncia la cattura finale. Sono state registrate anche combinazioni delle due tecniche. Dopo che le megattere hanno creato le «reti», ci nuotano all'interno con la bocca spalancata, pronte ad ingoiare.
Utilizzando lo strumento statistico dell'analisi delle reti sociali, gli studiosi hanno affermato che alcune megattere hanno imparato ad impiegare il lobtailing nella caccia da altri esemplari del gruppo nel corso di 27 anni, in risposta al cambiamento della preda principale. I tubercoli sulle pinne pettorali bloccano l'angolo di incidenza, che massimizza la portanza e riduce al minimo la resistenza («effetto tubercolo»). Questo, insieme alla forma delle pinne, consente alle megattere di compiere le brusche virate necessarie per creare le reti di bolle.

### Corteggiamento e riproduzione

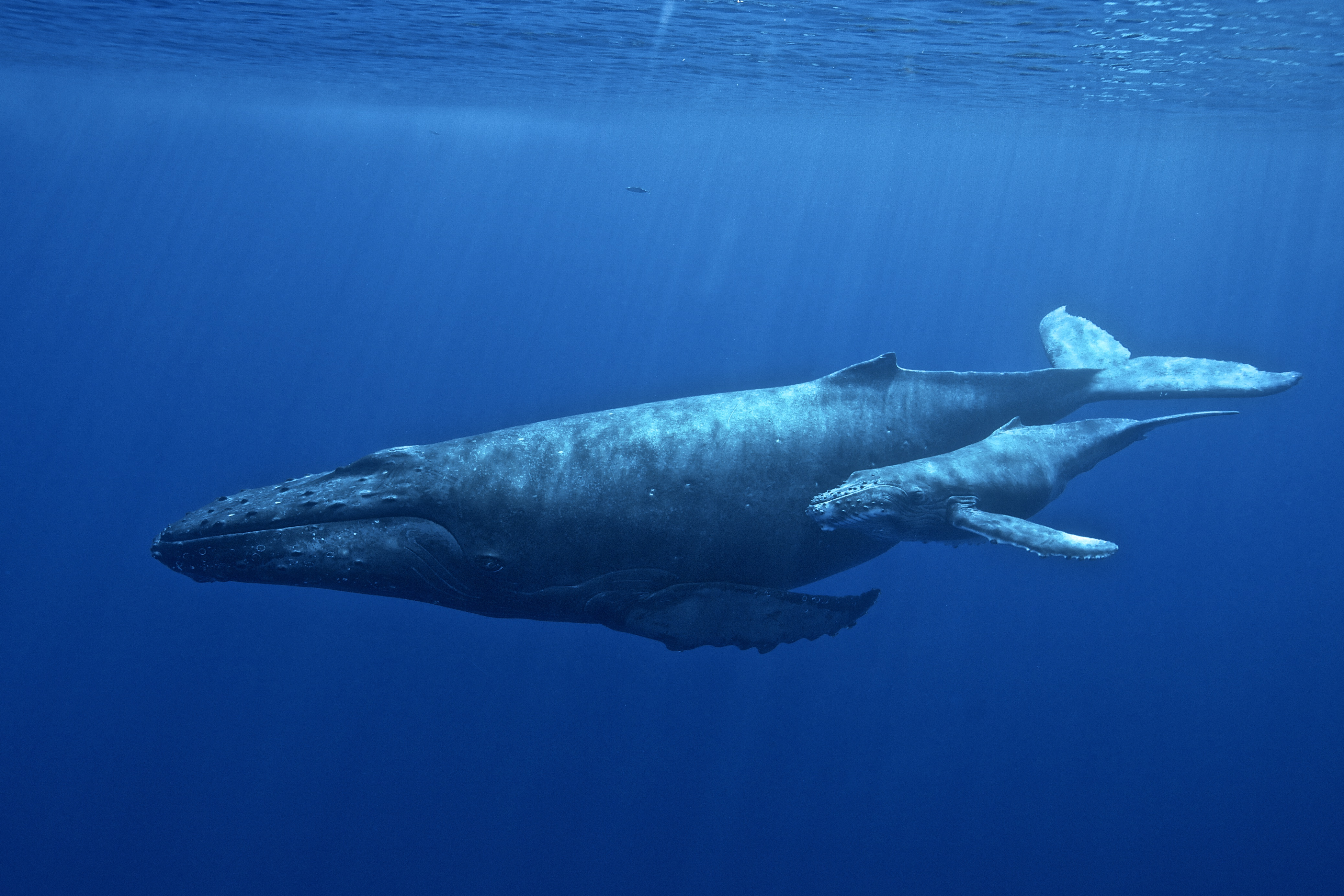
Una femmina con il piccolo.

L'accoppiamento e la riproduzione hanno luogo durante i mesi invernali, quando le femmine entrano in estro e nei maschi viene raggiunto il picco dei livelli di testosterone e di sperma. Le megattere sono promiscue ed entrambi i sessi hanno più partner. I maschi seguono frequentemente le femmine solitarie e quelle accompagnate dai piccoli. Questi esemplari vengono detti «scorte»: il maschio più vicino alla femmina, conosciuto come «scorta principale», si scontra con gli altri corteggiatori, noti come «sfidanti». Altri maschi, chiamati «scorte secondarie», seguono a maggiore distanza e non sono direttamente coinvolti nel conflitto. Il comportamento agonistico tra maschi consiste in scontri a colpi di coda o di testa e speronamenti.
La gestazione dura circa 11,5 mesi e le femmine si riproducono ogni due anni. Le nascite sono state osservate molto raramente: un parto al largo del Madagascar al quale hanno assistito gli studiosi durò quattro minuti. Le madri generalmente partoriscono un unico piccolo in pieno inverno. I piccoli vengono allattati per un anno, ma possono iniziare ad assumere la dieta tipica degli adulti intorno ai sei mesi. Le megattere raggiungono la maturità sessuale tra i 5 e i 10 anni, a seconda delle popolazioni. La lunghezza alla maturità sessuale è di circa 12,5 metri.

### Vocalizzazioni

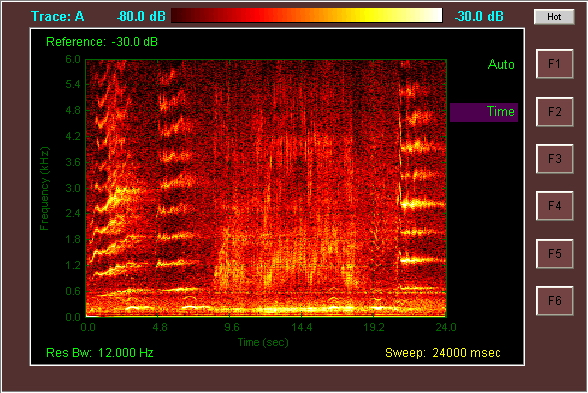
Spettrogramma delle vocalizzazioni di alcune megattere: il dettaglio riguarda i primi 24 secondi dei 37 della registrazione sottostante.

Durante la stagione riproduttiva invernale i maschi di megattera producono canti complessi. Queste vocalizzazioni hanno una frequenza compresa tra 100 e 4 Hz, con frequenze armoniche che raggiungono i 24 kHz o più e possono viaggiare per almeno 10 chilometri. I maschi possono cantare per un periodo che varia da 4 a 33 minuti, a seconda delle regioni. Alle Hawaii sono state registrate megattere che vocalizzano anche per 7 ore. Le canzoni sono costituite da cinque parti diverse: «sottounità», «unità», «sottofrasi», «frasi» e «temi». Una sottounità si riferisce alle discontinuità o alle inflessioni di un suono, mentre le unità vere e proprie sono suoni individuali, simili alle note musicali. Una successione di unità crea una sottofrase e una serie di sottofrasi costituisce una frase. Frasi dal suono simile vengono ripetute in una serie raggruppata in temi, e più temi creano una canzone.
La funzione di questi canti è stata oggetto di discussione, ma potrebbero avere più di uno scopo. Alcune prove suggeriscono che possano costituire un metodo per stabilire il predomonio tra i maschi. Tuttavia, sono stati visti maschi che non cantavano che interrompevano altri che lo facevano, forse con scopo aggressivo. Coloro che si uniscono ai cantanti sono maschi che non hanno mai cantato prima. Sembra che le femmine non si avvicinino ai cantanti soli, ma possono essere attratte dai raduni di maschi che cantano, proprio come in un sistema di accoppiamento basato sul lek. Un'altra possibilità è che i canti spingano altre megattere a dirigersi verso i terreni di riproduzione. È stato anche suggerito che i canti delle megattere costituiscano un sistema di ecolocalizzazione e possano servire a individuare altre balene.
I canti dei maschi di una determinata area sono simili tra loro. I maschi possono modificare i loro canti nel tempo e altri esemplari in contatto copiano i cambiamenti effettuati. È stato dimostrato che in alcuni casi le modifiche si diffondono «orizzontalmente» tra le popolazioni limitrofe nel corso delle stagioni riproduttive successive. Nell'emisfero boreale i canti cambiano più gradualmente, mentre in quello australe attraversano «rivoluzioni» cicliche.
Le megattere producono anche altri tipi di vocalizzazioni. Gli «sbuffi» (snorts) sono rapidi suoni a bassa frequenza che si odono generalmente tra gli esemplari di gruppi costituiti da una coppia madre-figlio e da uno o più maschi di scorta. Probabilmente svolgono un ruolo nelle interazioni di mediazione tra questi gruppi. Anche i «brontolii» (grumbles) sono di bassa frequenza, ma hanno una durata maggiore e vengono più spesso eseguiti da gruppi con uno o più maschi adulti. Sembrano indicare le dimensioni corporee di chi li emette e servirebbero a dichiarare il proprio status sociale. I thwops e i wops sono richiami di modulazione di frequenza e potrebbero fungere da richiami di contatto sia all'interno del gruppo che da un gruppo all'altro. «Pianti» (cries) e «violini» (violins) acuti e «grida» (shrieks) modulate si odono normalmente in gruppi con due o più maschi e sono associati alle competizioni. Quando si uniscono a nuovi gruppi, le megattere producono brevi «grugniti» (grunts) a bassa frequenza e brevi «latrati» (barks) modulati.

### Predazione
Le cicatrici visibili indicano che le orche predano le giovani megattere. Uno studio del 2014 nell'Australia Occidentale ha reso noto che, se disponibili in gran numero, le giovani megattere possono essere attaccate e talvolta uccise dalle orche. Inoltre, le madri e altri esemplari adulti (forse loro parenti) accompagnano i piccoli per scoraggiare i predatori. Gli studiosi ritengono che le orche si siano rivolte verso altre prede dopo che le megattere furono spinte sull'orlo dell'estinzione all'epoca della baleneria e che ora stiano riprendendo le loro precedenti abitudini. Vi sono perfino prove che indicano che le megattere aggrediscano o molestino le orche che stanno attaccando neonati o giovani di megattera, nonché membri di altre specie, compresi i pinnipedi. La protezione delle megattere nei confronti di altre specie potrebbe essere involontaria, una «ricaduta» del comportamento inteso a proteggere i membri della sua specie. Le potenti pinne pettorali delle megattere, spesso infestate da grandi cirripedi acuminati, sono armi formidabili contro le orche. Quando si sentono minacciate, queste balene rivolgono verso le orche le pinne pettorali e la coda, cercando di tenerle alla larga.
Sono stati inoltre documentati due attacchi da parte dello squalo bianco (sebbene, di norma, questo pesce predatore non attacca grandi cetacei come le balene, pur nutrendosi delle carcasse nel caso in cui dovesse imbattervisi in mare aperto). Nel 2020, i biologi marini Dines e Gennari et al. hanno documentato il caso di un gruppo di squali bianchi che, operando in branco, è riuscito ad attaccare e uccidere una megattera adulta. Il secondo caso di uccisione di megattera da parte di uno squalo bianco è stato documentato al largo della costa del Sudafrica. Lo squalo in questione era una femmina soprannominata «Helen». Operando da sola, ha attaccato una megattera di 10 metri emaciata e impigliata in una rete, mordendole la coda per paralizzarla e farla sanguinare prima di riuscire a farla annegare mordendole la testa e trascinandola sott'acqua.

## Distribuzione e habitat

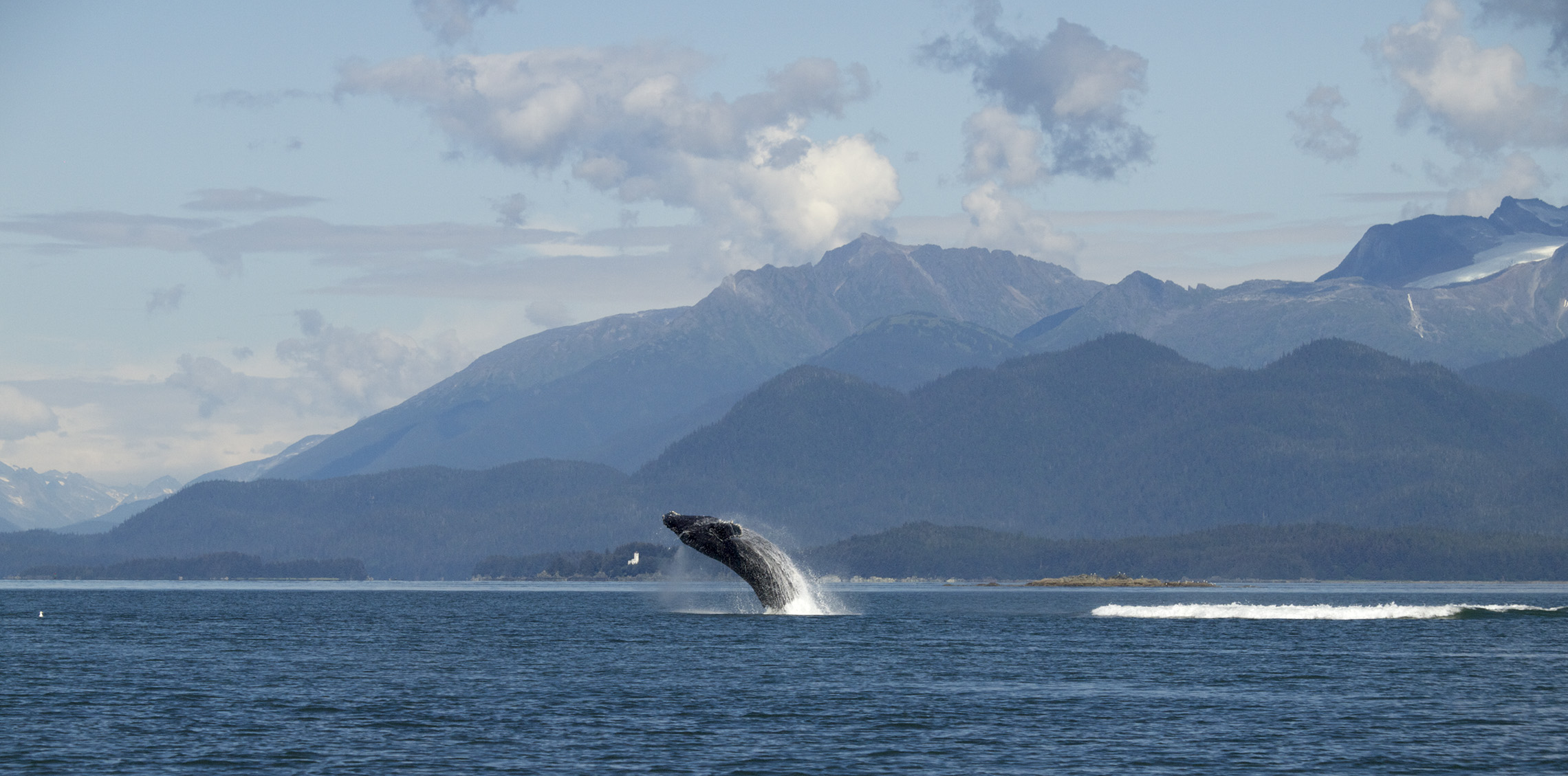
Breaching al largo dell'Alaska (USA).

Le megattere sono diffuse nelle acque di tutto il mondo, ad eccezione di alcune aree in corrispondenza dell'equatore, nell'alto Artico e in alcuni mari chiusi. Il punto più settentrionale in cui sono state segnalate si trova a 81° nord, lungo la costa settentrionale della Terra di Francesco Giuseppe. Sono generalmente creature costiere e tendono a radunarsi nelle acque al di sopra della piattaforma continentale. I loro terreni di riproduzione invernali si trovano intorno all'equatore, mentre quelli di alimentazione estivi sono situati in acque più fredde, anche in prossimità delle calotte polari. Le megattere effettuano migrazioni su vasta scala tra i terreni di alimentazione e quelli di riproduzione, spesso attraversando l'oceano aperto. Alcuni esemplari hanno compiuto spostamenti anche di 8000 chilometri in una direzione. Una popolazione isolata e stanziale si alimenta e si riproduce nell'oceano Indiano settentrionale, principalmente nel mar Arabico intorno all'Oman. Questa popolazione è stata segnalata anche nel golfo di Aden, nel golfo Persico e al largo delle coste del Pakistan e dell'India.
Nell'Atlantico settentrionale ci sono due popolazioni svernanti distinte, una nelle Indie occidentali, tra Cuba e il Venezuela settentrionale, e l'altra nelle acque di Capo Verde e dell'Africa nord-occidentale. Durante l'estate, le megattere delle Indie occidentali si radunano al largo della Nuova Inghilterra, del Canada orientale e della Groenlandia occidentale, mentre la popolazione di Capo Verde si raduna intorno all'Islanda e alla Norvegia. L'areale estivo di queste popolazioni può sovrapporsi ed è stato documentato che le megattere delle Indie occidentali talvolta possono alimentarsi più ad est del consueto. Le visite delle megattere nel golfo del Messico sono rare, anche se sono state segnalate nel passato. La specie era considerata rara nel mar Mediterraneo, ma l'aumento degli avvistamenti, anche degli stessi esemplari, indica che un maggior numero di individui potrebbe colonizzare o ricolonizzare l'area in futuro.
Il Pacifico settentrionale ospita almeno quattro popolazioni riproduttive: al largo del Messico (in un'area che comprende la Bassa California e le isole Revillagigedo), in America centrale, alle Hawaii e nell'area compresa tra Okinawa e le Filippine. La popolazione messicana si alimenta tra le isole Aleutine e la California, in particolare nel mare di Bering, nel golfo dell'Alaska settentrionale e occidentale, tra la Columbia Britannica meridionale e lo stato di Washington settentrionale, e tra l'Oregon e la California. Durante l'estate, le megattere dell'America centrale si incontrano solamente al largo dell'Oregon e della California. Al contrario, le megattere delle Hawaii hanno un terreno di alimentazione molto esteso, ma la maggior parte di loro si dirige verso l'Alaska sud-orientale e la Columbia Britannica settentrionale. I terreni di svernamento della popolazione Okinawa/Filippine si trovano principalmente intorno all'Estremo Oriente russo. Alcune prove sembrano indicare l'esistenza di una quinta popolazione da qualche parte nel Pacifico nord-occidentale. Queste megattere si alimentano al largo delle Aleutine e hanno un terreno di riproduzione in un punto non determinato a sud delle isole Bonin.

### Emisfero australe

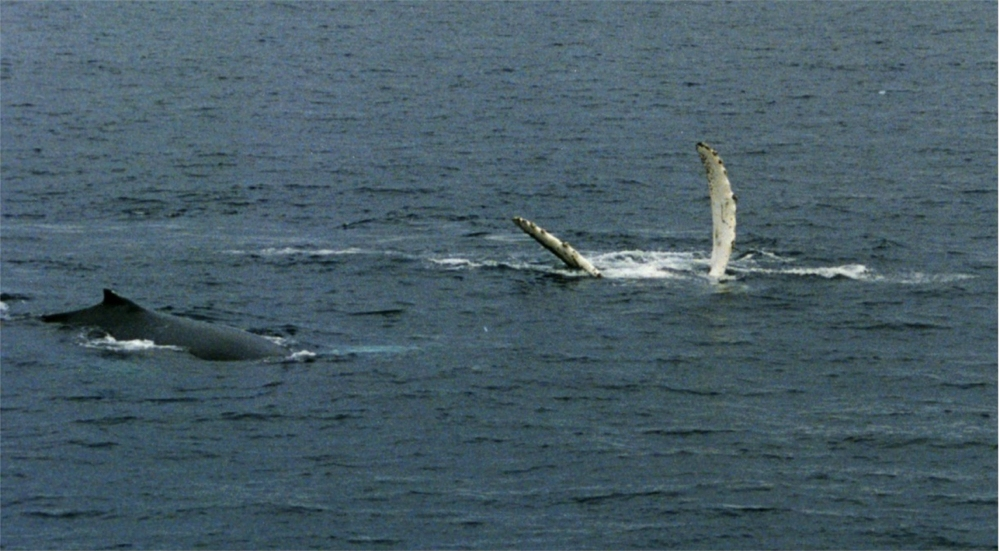
Megattere nelle acque dell'Antartide.

Nell'emisfero australe, le megattere sono divise in sette gruppi riproduttivi, alcuni dei quali ulteriormente suddivisi in sottogruppi: Pacifico sud-orientale (popolazione G), Atlantico sud-occidentale (popolazione A), Atlantico sud-orientale (popolazione B), Indiano sud-occidentale (popolazione C), Indiano sud-orientale (popolazione D), Pacifico sud-occidentale (popolazione E) e Oceania (popolazioni E-F). La popolazione G si riproduce nelle acque tropicali e subtropicali al largo delle coste occidentali dell'America centrale e meridionale e si alimenta lungo la costa occidentale della penisola antartica, attorno alle Orcadi australi e, in minor numero, intorno alla Terra del Fuoco del Cile meridionale. La popolazione A sverna al largo del Brasile e migra verso i terreni estivi intorno alla Georgia del Sud e alle Sandwich australi. Alcuni individui della popolazione A sono stati segnalati anche al largo della penisola antartica occidentale, il che suggerisce che i confini delle aree di alimentazione delle popolazioni A e G siano più sfocati di quanto ritenuto in precedenza.
La popolazione B si riproduce lungo la costa occidentale dell'Africa ed è ulteriormente suddivisa nelle sottopopolazioni Bl e B2, diffuse rispettivamente dal golfo di Guinea all'Angola e dall'Angola al Sudafrica occidentale. Le megattere della popolazione B sono state viste alimentarsi nelle acque a sud-ovest del continente, soprattutto intorno all'isola Bouvet. Il confronto dei canti degli esemplari di capo Lopez e dell'arcipelago delle Abrolhos indica il verificarsi di mescolanze transatlantiche tra le megattere delle popolazioni A e B. Le megattere della popolazione C svernano intorno all'Africa sud-orientale e nelle acque circostanti. Questa popolazione è a sua volta suddivisa nelle sottopopolazioni C1, C2, C3 e C4: C1 è diffusa intorno al Mozambico e al Sudafrica orientale, C2 intorno alle Comore, C3 al largo delle coste meridionali e orientali del Madagascar e C4 intorno alle isole Mascarene. L'areale di alimentazione di questa popolazione è compreso probabilmente tra i 5° ovest e i 60° est di longitudine e sotto i 50° sud di latitudine. Potrebbero esserci delle sovrapposizioni nelle aree di alimentazione delle popolazioni B e C.
Le megattere della popolazione D si riproducono al largo della costa occidentale dell'Australia e si alimentano nella parte meridionale del pianoro delle Kerguelen. La popolazione si suddivide nelle popolazioni E1, E2 ed E3. Le megattere E1 hanno un areale riproduttivo al largo dell'Australia orientale e della Tasmania; il loro areale di alimentazione principale è nei pressi dell'Antartide, per lo più tra i 130° est e i 170° ovest di longitudine. La popolazione dell'Oceania è suddivisa nelle sottopopolazioni della Nuova Caledonia (E2), delle Tonga (E3), delle isole Cook (F1) e della Polinesia francese (F2). I terreni di alimentazione di questa popolazione si estendono soprattutto tra il mare di Ross e la penisola antartica.

## Conservazione
Come altri grandi cetacei, anche le megattere sono state oggetto di una caccia intensa, che le ha spinte fin quasi all'estinzione; negli anni '60 la loro popolazione si era ridotta a circa 5000 individui, contro i circa 135000 che si stima fossero presenti prima dell'inizio della caccia alle balene. Al giorno d'oggi, anche se la popolazione complessiva è nuovamente risalita a 60000 capi, secondo i dati riportati nella lista rossa dell'UICN, gli intrappolamenti nelle reti da pesca, le collisioni con le navi e l'inquinamento acustico continuano a costituire gravi minacce.

## Rapporti con l'uomo

### Caccia

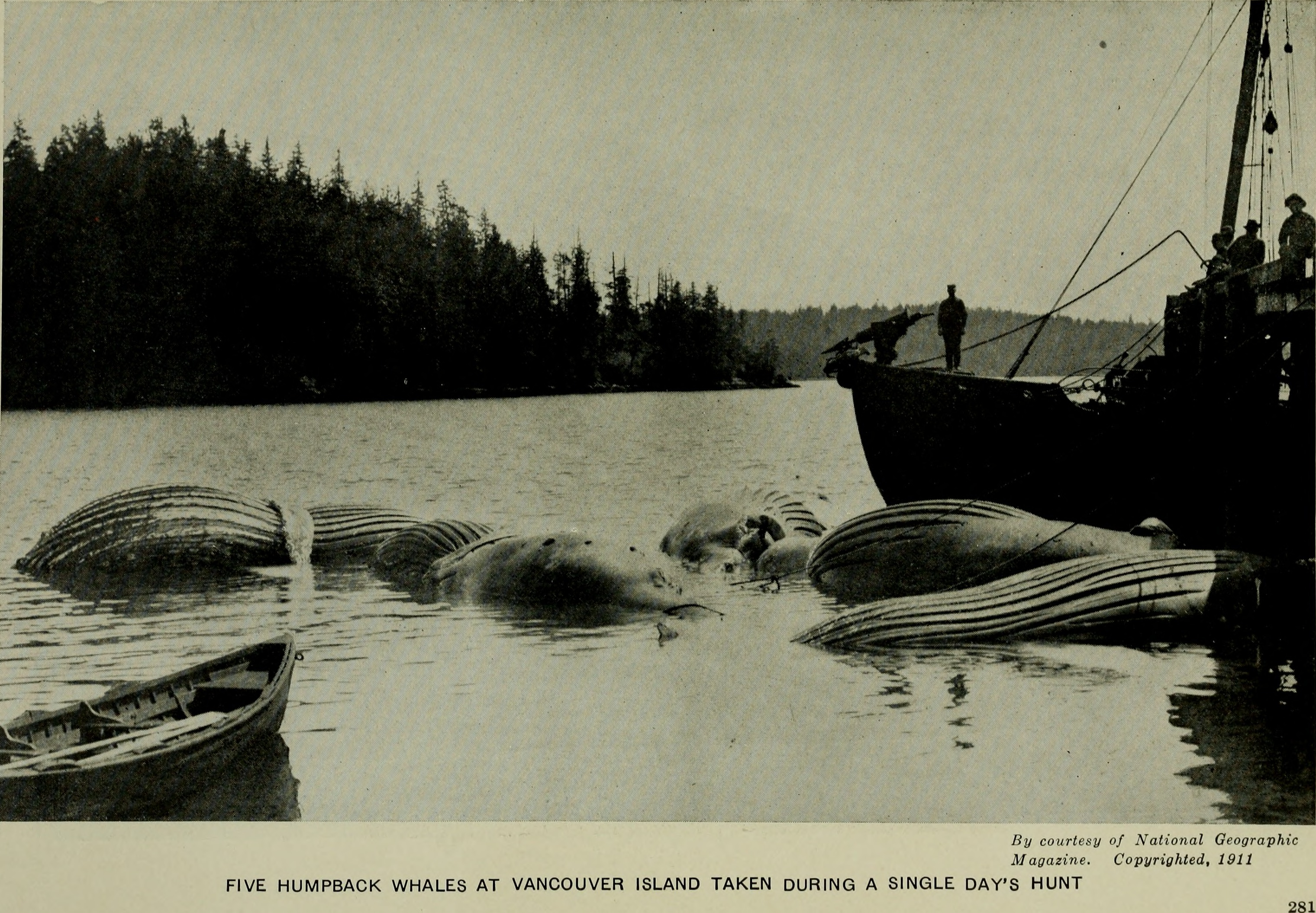
Megattere uccise dai balenieri al largo di Vancouver, inizio del XX secolo.

Le megattere sono state oggetto di caccia fin dalla fine del XVI secolo. A causa della loro predilezione per le zone costiere, erano spesso la prima specie ad essere sfruttata quando i balenieri si spingevano in una nuova area. Prima della caccia commerciale, è possibile che il numero complessivo di esemplari raggiungesse le 125000 unità. Si stima che nel solo Pacifico settentrionale, in tutto il XX secolo, siano stati uccisi 28000 esemplari. Nello stesso periodo, nell'emisfero australe ne vennero uccise 200000. Le popolazioni dell'Atlantico settentrionale furono ridotte ad appena 700 individui. Nel 1946, allo scopo di supervisionare la caccia, venne fondata la Commissione baleniera internazionale (International Whaling Commission, IWC). Vennero introdotte regolamentazioni e istituite stagioni di caccia. Per impedirne l'estinzione, nel 1966 l'IWC proibì la caccia commerciale alle megattere. Allora, la popolazione complessiva si era ridotta a circa 5000 esemplari. Per aggirare le restrizioni, l'Unione Sovietica dichiarava deliberatamente un numero inferiore di catture: appena 2820 tra il 1947 e il 1972, quando il numero effettivo superava le 48000 uccisioni.
Attualmente, la caccia è limitata al prelievo di pochi esemplari ogni anno al largo dell'isola caraibica di Bequia a Saint Vincent e Grenadine. Gli studiosi ritengono che il prelievo sia così esiguo da non costituire un rischio per la popolazione locale. Il Giappone aveva pianificato di uccidere 50 megattere nella stagione di caccia 2007/08 nell'ambito del suo programma di ricerca JARPA II. Tale decisione scatenò proteste in tutto il mondo. Dopo una visita a Tokyo del presidente dell'IWC, che chiese ai giapponesi di cooperare affinché si appianassero le discordie tra le nazioni pro e contro la caccia alla balena all'interno della commissione, la flotta baleniera giapponese accettò di non uccidere megattere durante i due anni necessari a raggiungere un accordo formale. Nel 2010, l'IWC autorizzò i nativi della Groenlandia a cacciare alcune megattere per i tre anni successivi.

### Conservazione

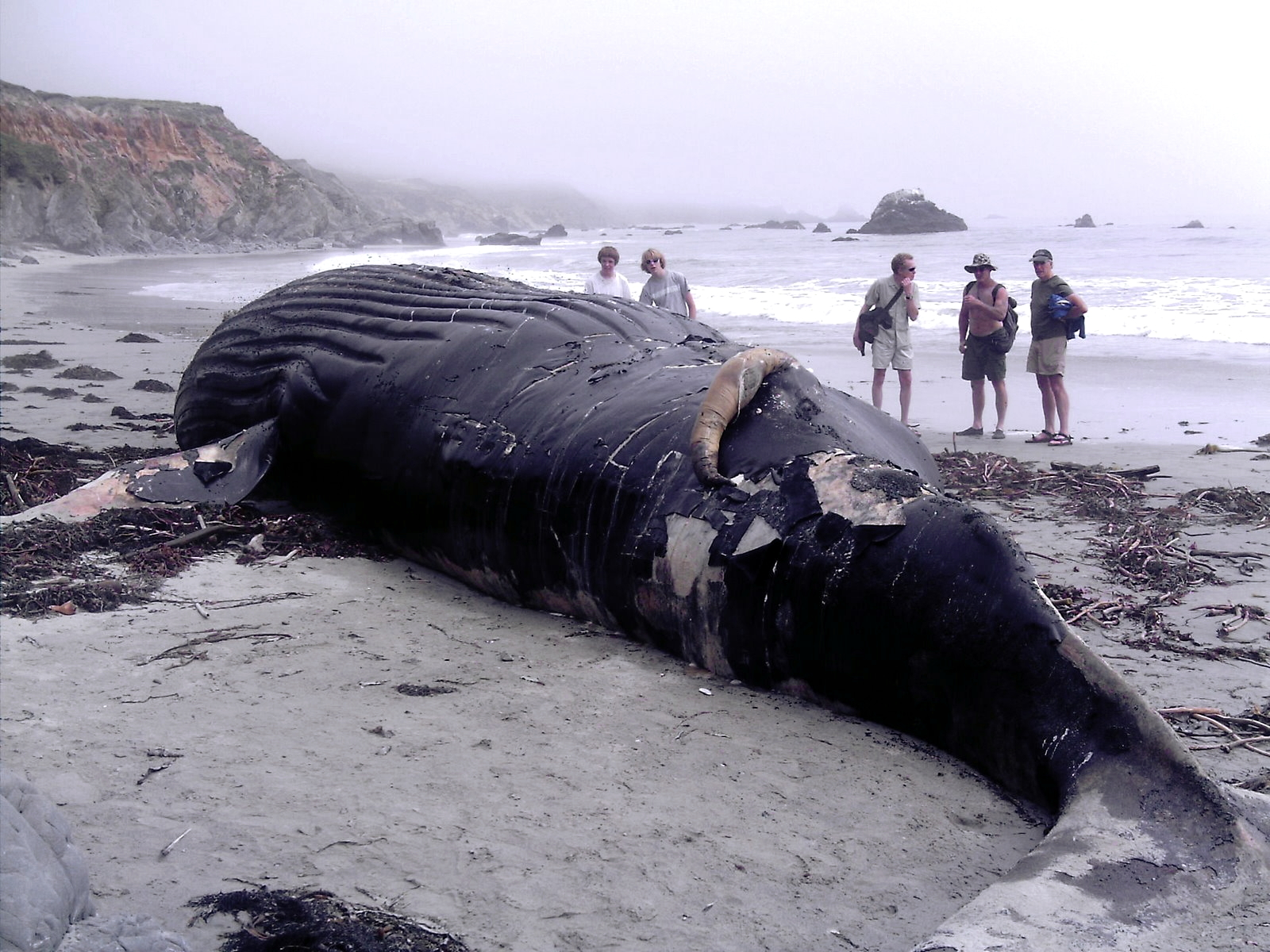
Una megattera morta giunta a riva nei pressi del Big Sur (California).

Attualmente la lista rossa della IUCN valuta la megattera come «specie a rischio minimo» con una popolazione complessiva di circa 135000 esemplari, di cui circa 84000 esemplari adulti, e un trend della popolazione in crescita. Fino al 2008 la IUCN considerava la specie «vulnerabile» (Vulnerable). Le stime regionali indicano una popolazione di circa 13000 esemplari nell'Atlantico settentrionale, 21000 nel Pacifico settentrionale e 80000 nell'emisfero australe. Della popolazione isolata del mar Arabico, tuttavia, rimangono appena 80 esemplari circa, ed essa è pertanto considerata «in pericolo» (Endangered). Nella maggior parte delle aree il numero di megattere è nuovamente aumentato di numero, soprattutto nel Pacifico settentrionale. Tale ripresa ha spinto gli Stati Uniti, il Canada e l'Australia a togliere la megattera dall'elenco delle specie minacciate. In Costa Rica, appositamente per garantire protezione alla specie, è stato istituito il parco nazionale marino Ballena.
Ciononostante, le megattere devono ancora affrontare altre varie minacce provocate dall'uomo, tra cui l'intrappolamento nelle reti da pesca, le collisioni con le navi, il disturbo provocato dal traffico navale e dal rumore a esso associato, la distruzione degli habitat costieri e il cambiamento climatico. Come altri cetacei, le megattere possono essere gravemente danneggiate dal rumore eccessivo. Nel XIX secolo, due esemplari furono trovati morti con ferite da trauma e fratture alle orecchie, vicino a siti dove erano state effettuate diverse esplosioni sul fondale. La saxitossina, un agente che provoca intossicazione da molluschi paralizzanti, è stata la responsabile della morte di alcune megattere che avevano ingerito sgombri contaminati.
Nonostante l'ingestione di petrolio costituisca un rischio per i cetacei, uno studio del 2019 ha rivelato che esso non sporca i fanoni e può essere facilmente lavato via dall'acqua corrente.
I ricercatori che operano lungo la costa atlantica riferiscono che negli ultimi anni è notevolmente aumentato il numero di cetacei arenati che presentavano i segni delle collisioni con le navi e dell'intrappolamento nelle reti da pesca. La NOAA ha registrato lo spiaggiamento di 88 megattere tra il gennaio 2016 e il febbraio 2019, più del doppio di quelle che si erano arenate tra il 2013 e il 2016. A causa dell'incremento di questo tipo di decessi, la NOAA lo ha dichiarato evento di mortalità insolito nell'aprile 2017. Il coordinatore della gestione degli spiaggiamenti del Virginia Aquarium, Alexander Costidis, ha affermato che all'origine di questo evento di mortalità insolito vi erano due uniche cause, le collisioni con le imbarcazioni e gli intrappolamenti.

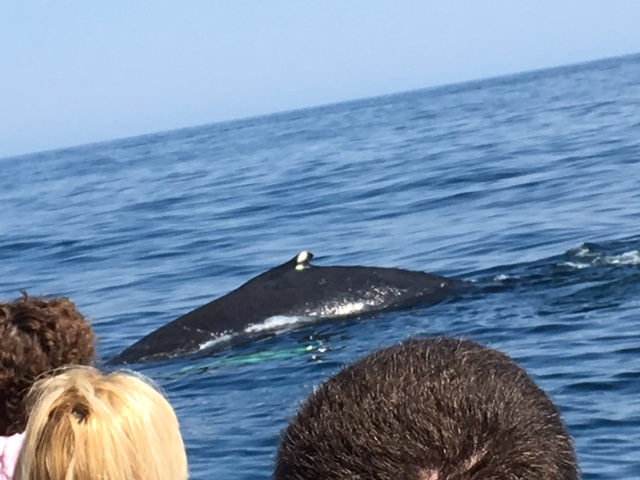
Whale-watching al largo del Massachusetts.

### Whale-watching
Gran parte della crescita dell'attività turistica del whale-watching si deve alle megattere: i comportamenti in superficie di questa specie, particolarmente attiva, e la tendenza ad abituarsi alle imbarcazioni le hanno rese facili da osservare, in particolare per i fotografi. Nel 1975 furono istituiti i primi tour organizzati nella Nuova Inghilterra e alle Hawaii. Questa attività genera un fatturato di 20 milioni di dollari all'anno all'economia delle Hawaii. I tour organizzati alle Hawaii hanno una valenza puramente commerciale, mentre quelli che vengono praticati nella Nuova Inghilterra e in California hanno introdotto anche una componente educativa.

## Esemplari famosi

### La balena del Tay

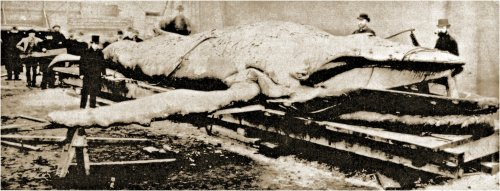
Il professor John Struthers si appresta a dissezionare al balena del Tay a Dundee in una fotografia di George Washington Wilson (1884).

Nel dicembre 1883, un maschio di megattera si spinse nel Firth of Tay, in Scozia, passando davanti all'allora porto baleniero di Dundee. Dopo essere stato arpionato in un fallito tentativo di cattura, venne trovato morto al largo di Stonehaven una settimana dopo. La sua carcassa venne esposta al pubblico da un impresario locale, John Woods, inizialmente in zona e poi nel corso di una mostra itinerante che raggiunse Edimburgo e Londra. L'esemplare venne dissezionato dal professor John Struthers, che scrisse sette articoli sulla sua anatomia e una monografia sulle megattere nel 1889.

### Migaloo

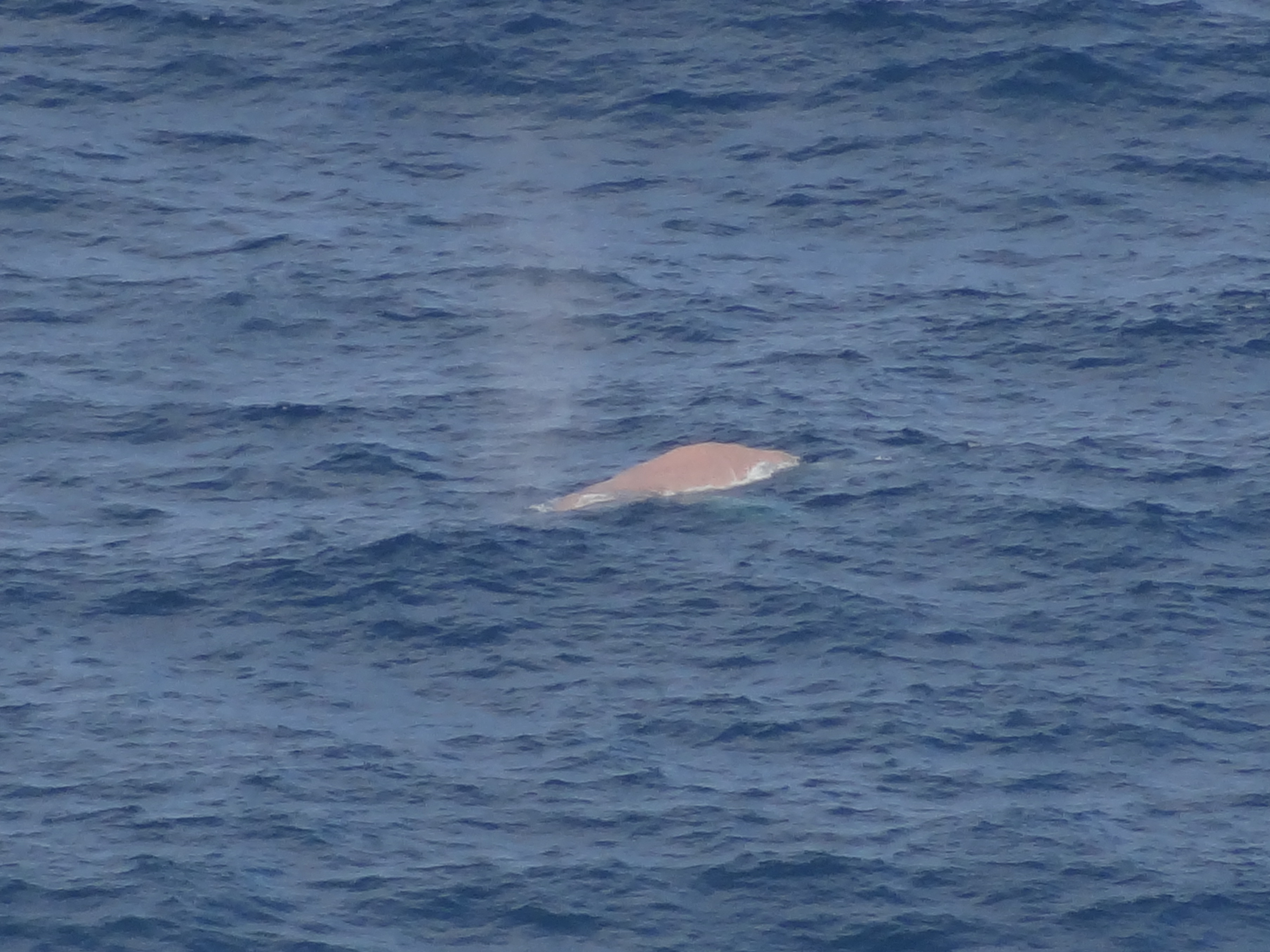
Una megattera, forse Migaloo, al largo del Royal National Park.

Una megattera albina che viaggia su e giù lungo la costa orientale dell'Australia è divenuta famosa sui media locali per la sua rara e insolita colorazione interamente bianca. Migaloo è l'unico esemplare australiano interamente bianco conosciuto ed è un vero albino. Avvistato per la prima volta nel 1991, prende il nome da una parola aborigena che vuol dire «amico bianco». Per impedire ai curiosi di metterne a rischio l'incolumità, il governo del Queensland ha vietato a chiunque di avvicinarglisi a meno di 500 metri.
Migaloo è stato visto l'ultima volta nel giugno 2014 lungo la costa di capo Byron in Australia. Presenta diverse particolarità fisiche che ne rendono facile l'identificazione: una pinna dorsale piuttosto ricurva e una coda dalla forma unica, con il margine posteriore particolarmente sfrangiato. Nel luglio 2022 si è temuto che fosse morto dopo lo spiaggiamento di una megattera bianca sulla costa di Mallacoota, ma le analisi genetiche e il fatto che il cadavere fosse di una femmina hanno smentito tale preoccupazione.

### Humphrey
Nel 1985, un maschio di megattera, ribattezzato Humphrey, giunse nella baia di San Francisco e poi risalì il fiume Sacramento fino a Rio Vista. Cinque anni dopo, Humphrey tornò e rimase bloccato su una distesa fangosa nella baia di San Francisco, immediatamente a nord di Sierra Point, sotto lo sguardo dei curiosi che stavano osservando dai piani superiori del Dakin Building. Per due volte venne soccorso dagli uomini del Marine Mammal Center e di altre organizzazioni simili della California, che lo tirarono fuori dal fango con un grosso paranco grazie al sostegno della Guardia Costiera. Entrambe le volte, venne ricondotto con successo nel Pacifico utilizzando una «rete sonora»: i membri di una flottiglia di imbarcazioni emettevano rumori sgradevoli dietro la balena sbattendo tra loro dei tubi di acciaio, una tecnica di pesca giapponese nota come oikami. Allo stesso tempo, una barca diretta verso l'oceano aperto trasmetteva gli allettanti suoni delle megattere che si preparano a banchettare.